# Peshev Ridge
Peshev Ridge (in lingua bulgara: Пешев рид, Pešev Rid) è una dorsale antartica a forma di mezzaluna, situata nella parte centrale dei Monti Tangra dell'Isola Livingston, nelle Isole Shetland Meridionali, in Antartide. 
È situato lungo la costa nordorientale della Brunow Bay a sudest del Ghiacciaio Macy. La sua estremità orientale è formata dalla vetta del St. Naum Peak (620 m), separata dal Balchik Ridge a est dal Starosel Gate.
La denominazione è stata assegnata in onore di Dimitar Peshev (1894–1973), che guidò la campagna nazionale per mettere in salvo gli ebrei della Bulgaria durante l'Olocausto.

## Localizzazione
Il picco centrale della dorsale, chiamato Peshev Peak in associazione con il nome della dorsale, si trova alle coordinate 62°41′57.8″S 60°07′31″W, 4,91 km a sudovest del Great Needle Peak (Falsa Aguja), 4,1 km a sud del Lyaskovets Peak, 4,28 km a est del versante meridionale del Simeon Peak, e 3,68 km a nordest del Needle Peak (rilevazione topografica bulgara Tangra 2004/05 e mappatura nel 2005 e 2009). 

## Mappe
- South Shetland Islands. Scale 1:200000 topographic map. DOS 610 Sheet W 62 60. Tolworth, UK, 1968.
- Islas Livingston y Decepción.  Mapa topográfico a escala 1:100000.  Madrid: Servicio Geográfico del Ejército, 1991.
- S. Soccol, D. Gildea and J. Bath. Livingston Island, Antarctica. Scale 1:100000 satellite map. The Omega Foundation, USA, 2004.
- L.L. Ivanov et al., Antarctica: Livingston Island and Greenwich Island, South Shetland Islands (from English Strait to Morton Strait, with illustrations and ice-cover distribution), 1:100000 scale topographic map, Antarctic Place-names Commission of Bulgaria, Sofia, 2005
- L.L. Ivanov. Antarctica: Livingston Island and Greenwich, Robert, Snow and Smith Islands. Scale 1:120000 topographic map. Troyan: Manfred Wörner Foundation, 2010. ISBN 978-954-92032-9-5 (First edition 2009. ISBN 978-954-92032-6-4)
- Antarctic Digital Database (ADD). Scale 1:250000 topographic map of Antarctica. Scientific Committee on Antarctic Research (SCAR), 1993–2016.